# Liste von Rockerfilmen
Die Liste von Rockerfilmen führt sowohl Filme auf, die zum Subgenre Rockerfilm im Exploitationfilm gehören, als auch Filme, in denen Rocker beziehungsweise Biker eine tragende Rolle einnehmen. Lediglich Rocker oder Biker in Nebenrollen, ein einzelnes Motorrad im Film oder ähnliches, führt nicht zur Aufnahme in die Liste. Ebenso sollte ein Bezug zur Subkultur vorhanden sein. Ähnlich aussehende Charaktere (zum Beispiel Reno Raines in der Fernsehserie Renegade – Gnadenlose Jagd) werden ebenfalls nicht berücksichtigt. Aufgenommen dagegen werden Filme, in denen Biker als stereotypische Bösewichte eingesetzt werden, zum Beispiel in Inferno. Dokumentarfilme und Fernsehserien werden in einer gesonderten Liste am Ende aufgeführt.

## Subgenre Rockerfilm
Das Subgenre Rockerfilm gehört zum Exploitationfilm und erlebte seinen Höhepunkt in den Jahren zwischen 1967 und 1973. Direkte Einflüsse waren die Blockbuster Der Wilde (1954) und Easy Rider (1967), die gleichzeitig auch die Höhepunkte des Genres darstellen. In den meisten Exploitern werden die Rocker als negativ dargestellt, meistens als laute, alkohol-, anderweitig drogenabhängige und sexbesessene Bande.

## Liste
- im deutschsprachigen Raum nicht erschienene Filmtitel werden kursiv dargestellt.

| Filmtitel                                          | Land                          | Jahr | Regisseur                                     | Anmerkung |
| -------------------------------------------------- | ----------------------------- | ---- | --------------------------------------------- | --- |
| Der Wilde                                          | USA                           | 1953 | László Benedek                                | basiert auf den Ausschreitungen von Hollister, gilt allgemein als Urvater dieses Filmgenres                                           |
| Teenage Devil Dolls                                | USA                           | 1955 | B. Lawrence Price Jr.                         | Filmdrama |
| Lederjacken rechnen ab                             | USA                           | 1957 | Edward L. Cahn                                | Krimi |
| Wilde Jagd                                         | USA                           | 1958 | Joe Parker                                    | Krimi |
| Sie sind verdammt                                  | GBR                           | 1961 | Joseph Losey                                  | Science-Fiction-Drama um ein skrupelloses Wissenschaftsprojekt                                                                        |
| Scorpio Rising                                     | USA                           | 1964 | Kenneth Anger                                 | avantgardistischer Kurzfilm |
| Die Lederjungen                                    | Großbritannien                | 1964 | Sidney J. Furie                               | Filmdrama |
| Motorpsycho … wie wilde Hengste                    | USA                           | 1965 | Russ Meyer                                    | Krimi |
| Die wilden Engel                                   | USA                           | 1966 | Roger Corman                                  | Filmdrama |
| Die rasenden Rocker vom Thunderstrip               | USA                           | 1966 | David L. Hewitt                               | |
| Rebellen in Lederjacken                            | USA                           | 1967 | Daniel Haller                                 | |
| Die wilden Schläger von San Francisco              | USA                           | 1967 | Richard Rush                                  | mit Sonny Barger |
| The Hellcats                                       | USA                           | 1967 | Robert Slatzer                                | |
| Engel der Hölle                                    | USA                           | 1967 | Tom Laughlin                                  | |
| The Angry Breed                                    | USA                           | 1968 | David Commons                                 | |
| Hell’s Chosen Few                                  | USA                           | 1968 | David L. Hewitt                               | |
| Savages from Hell                                  | USA                           | 1968 | Joseph P. Mawra                               | |
| Die Satans-Engel von Nevada                        | USA                           | 1968 | Maury Dexter                                  | |
| Easy Rider                                         | USA                           | 1969 | Dennis Hopper                                 | gilt allgemein als zweiter Kultfilm des Rockerfilms                                                                                   |
| Cycle Savages                                      | USA                           | 1969 | Bill Brame                                    | |
| Run, Angel, Run                                    | USA                           | 1969 | Jack Starrett                                 | |
| Nackt auf hartem Sattel                            | USA                           | 1969 | Bruce D. Clark                                | |
| Die Sadisten des Satans                            | USA                           | 1969 | Al Adamson                                    | |
| Sisters in Leather                                 | USA                           | 1969 | Zoltan G. Spencer                             | |
| Wild Wheels                                        | USA                           | 1969 | Ken Osborne                                   | |
| Die wilden Schläger von Rockers Town               | USA                           | 1969 | Maury Dexter                                  | |
| Engel ohne Ketten                                  | USA                           | 1970 | Lee Madden                                    | |
| …die sich selbst zerfleischen                      | USA                           | 1970 | Laurence Merrick                              | |
| Höllenengel und Company                            | USA                           | 1970 | Seymour Robbie                                | |
| Little Fauss und Big Halsy                         | USA                           | 1970 | Sidney J. Furie                               | |
| Die Rocker von der Boston-Street                   | USA                           | 1970 | Richard Compton                               | |
| Verdammt, verkommen, verloren – The Losers         | USA                           | 1970 | Jack Starrett                                 | Ein Ausschnitt des Films ist bei Pulp Fiction zu sehen                                                                                |
| Devil Rider!                                       | USA                           | 1970 | Brad F. Grinter                               | |
| Angels Hard as They Come                           | USA                           | 1971 | Joe Viola                                     | |
| Chrom und heißes Leder                             | USA                           | 1971 | Lee Frost                                     | |
| Evel Knievel                                       | USA                           | 1971 | Marvin J. Chomsky                             | Biopic über Evel Knievel |
| Die auf heißen Öfen verrecken                      | USA                           | 1971 | Douglas Schwartz                              | |
| Outlaw Riders                                      | USA                           | 1971 | Tony Huston                                   | |
| The Proud Rider                                    | Kanada                        | 1971 | Walter Baczynsky                              | |
| Hard Rider                                         | USA                           | 1971 | Burt Topper                                   | |
| The Jesus Trip                                     | USA                           | 1971 | Russ Mayberry                                 | |
| The Tormentors                                     | USA                           | 1971 | David L. Hewitt                               | |
| No Return                                          | USA                           | 1971 | J.D. Feigelson                                | |
| Wild Riders                                        | USA                           | 1971 | Richard Kanter                                | |
| Blutnacht des Teufels                              | USA                           | 1971 | Michel Levesque                               | Rocker, die sich in Werwölfe verwandeln                                                                                               |
| Blood Freak                                        | USA                           | 1971 | Steve Hawkes, Brad F. Grinter                 | Horrorfilm |
| Pink Angels                                        | USA                           | 1972 | Larry G. Brown                                | |
| Bury Me an Angel                                   | USA                           | 1972 | Barbara Peeters                               | Erster Rockerfilm von einer Regisseurin                                                                                               |
| Angels’ Wild Women                                 | USA                           | 1972 | Al Adamson                                    | |
| Rocker                                             | Deutschland                   | 1972 | Klaus Lemke                                   | |
| J.C.                                               | USA                           | 1972 | William F. McGaha                             | |
| Gott sei den Bullen gnädig                         | USA                           | 1972 | Jerry Jameson                                 | |
| Sukeban Gerira                                     | Japan                         | 1972 | Norifumi Suzuki                               | |
| Ausgeliefert                                       | USA                           | 1972 | John Lawrence                                 | |
| Harley-Davidson 344                                | USA                           | 1973 | James William Guercio                         | |
| Road of Death                                      | USA                           | 1973 | Rene Martinez Jr.                             | |
| The Black Six                                      | USA                           | 1973 | Matt Cimber                                   | Blaxploitation |
| Der Frosch                                         | UK                            | 1973 | Don Sharp                                     | Horrorfilm über eine satanische Rockergang                                                                                            |
| Stone                                              | Australien                    | 1974 | Sandy Harbutt                                 | |
| Pray for the Wildcats                              | USA                           | 1974 | Robert Michael Lewis                          | Fernsehfilm |
| Darktown Strutters                                 | USA                           | 1975 | William Witney                                | Blaxploitation |
| Sidecar Racers                                     | Australien                    | 1975 | Earl Bellamy                                  | Mischung aus Biker- und Surferfilm |
| Duell bis zum Verrecken                            | USA                           | 1975 | Earl Baton                                    | |
| Die Entfesselten                                   | Frankreich/Italien            | 1975 | Gérard Pirès                                  | |
| Goddo supîdo yû! Black emperor                     | Japan                         | 1976 | Mitsuo Yanagimachi                            | Bekannt als God Speed You! Black Emperor                                                                                              |
| Das Northville Massaker                            | USA                           | 1976 | William Dear, Thomas L. Dyke                  | |
| Viva Knievel – Der Tod springt mit                 | USA                           | 1977 | Gordon Douglas                                | Actionfilm mit Evel Knievel |
| Cycle Vixens                                       | USA                           | 1978 | John Arnoldy, Peter Perry Jr.                 | |
| Zombie                                             | USA                           | 1978 | George A. Romero                              | In diesem Zombiefilm spielt eine Motorradgang eine elementare Rolle                                                                   |
| Angel Losers – Die Bulldozer von Hongkong          | Japan                         | 1978 | Yutaka Kohira                                 | |
| Der Mann aus San Fernando                          | USA                           | 1978 | James Fargo                                   | |
| Mad Max                                            | Australien                    | 1979 | George Miller                                 | |
| Quadrophenia                                       | Vereinigtes Königreich        | 1979 | Franc Roddam                                  | Musikfilm basierend auf dem gleichnamigen Konzeptalbum von The Who, der Musikfilm handelt von dem Rocker-Mods-Konflikt in den 1960ern |
| Mit Vollgas nach San Fernando                      | USA                           | 1980 | Buddy Van Horn                                | Fortsetzung von Der Mann aus San Fernando                                                                                             |
| Spetters – knallhart und romantisch                | Niederlande                   | 1980 | Paul Verhoeven                                | |
| Silver Dream Racer                                 | UK                            | 1980 | David Wickes                                  | |
| Knightriders – Ritter auf heißen Öfen              | USA                           | 1981 | George A. Romero                              | Film über eine fahrende Schaustellertruppe, Rocker kommen nur am Rande vor                                                            |
| Mad Foxes – Feuer auf Räder                        | Spanien/Schweiz               | 1981 | Peter Grau                                    | Nazirocker als Bösewichter |
| Return of the Rebels                               | USA                           | 1981 | Noel Nosseck                                  | |
| Die Lieblosen                                      | USA                           | 1982 | Kathryn Bigelow, Monty Montgomery             | |
| The Aftermath                                      | USA                           | 1982 | Steve Barkett                                 | Zombiefilm |
| Bakuretsu toshi                                    | Japan                         | 1982 | Sôgo Ishii                                    | auch bekannt alsBurst City |
| Grease 2                                           | USA                           | 1982 | Patricia Birch                                | |
| Timerider – Das Abenteuer des Lyle Swann           | USA                           | 1982 | William Dear                                  | Science-Fiction-Film |
| The Riffs – Die Gewalt sind wir                    | Italien                       | 1982 | Enzo G. Castellari                            | |
| Megaforce                                          | Hongkong/USA                  | 1982 | Hal Needham                                   | |
| The Riffs II – Flucht aus der Bronx                | Italien                       | 1983 | Enzo G. Castellari                            | Fortsetzung zu The Riffs – Die Gewalt sind wir                                                                                        |
| Fireflash – Der Tag nach dem Ende                  | Italien/Frankreich            | 1983 | Sergio Martino                                | Science-Fiction-Film |
| Straßen in Flammen                                 | USA                           | 1984 | Walter Hill                                   | Actionfilm |
| City Limits                                        | USA                           | 1985 | Aaron Lipstadt                                | Science-Fiction-Film |
| Das fliegende Moped                                | USA                           | 1985 | Hoite Caston                                  | freie Interpretation von Hans und die Bohnenranke                                                                                     |
| Die Maske                                          | USA                           | 1985 | Peter Bogdanovich                             | |
| Die Hyänen                                         | USA                           | 1985 | Simon Nuchtern                                | |
| Tomaten für die Freiheit                           | UK/Irland                     | 1986 | Peter Ormrod                                  | |
| Der Tiger                                          | USA                           | 1986 | Richard C. Sarafian                           | |
| Cross Riders – Teufelskerle auf heißen Maschinen   | USA                           | 1987 | Fritz Kiersch                                 | |
| Nightmare Beach                                    | USA/Italien                   | 1988 | Harry Kirkpatrick/Umberto Lenzi               | Slasher |
| Die Girls Gang                                     | USA                           | 1989 | David O’Malley                                | Satire auf Bikerfilme |
| Tigerman                                           | USA                           | 1990 | Mario DiLeo                                   | Originaltitel: The Final Alliance |
| Werner – Beinhart!                                 | Deutschland                   | 1990 | Niki List, Gerhard Hahn, Michael Schaack      | Comicverfilmung basierend auf Werner                                                                                                  |
| Ärger mit Eduard                                   | USA                           | 1990 | Daniel Raskov                                 | Komödie |
| Mit den besten Absichten                           | USA                           | 1990 | Malcolm Mowbray                               | Komödie |
| Iron Thunder                                       | USA                           | 1990 | Dirk Campbell                                 | Horrorfilm über ein Vampir-Motorrad                                                                                                   |
| Born to Ride                                       | USA                           | 1991 | Graham Baker                                  | |
| Blood Ties                                         | USA                           | 1991 | Jim McBride                                   | |
| Stone Cold – Kalt wie Stein                        | USA                           | 1991 | Craig R. Baxley                               | |
| The Last Riders                                    | USA                           | 1991 | Joseph Merhi                                  | |
| Harley Davidson & The Marlboro Man                 | USA                           | 1991 | Simon Wincer                                  | Actionkomödie |
| Zombie Town                                        | USA                           | 1991 | Dan Hoskins                                   | Horrorfilm |
| Made of Steel – Hart wie Stahl                     | USA                           | 1992 | Larry Ferguson                                | Actionfilm |
| Asphalt-Propheten                                  | USA                           | 1992 | Abbe Wool                                     | |
| Chrome Soldiers                                    | USA                           | 1992 | Thomas J. Wright                              | |
| Running Cool                                       | USA                           | 1993 | Beverly Sebastian, Ferd Sebastian             | |
| Motorcycle Gang                                    | USA                           | 1994 | John Milius                                   | Actionfilm |
| Jailbreakers – Jung und vogelfrei                  | USA                           | 1994 | William Friedkin                              | |
| Stranger                                           | USA                           | 1994 | Fritz Kiersch                                 | |
| Iron Horsemen                                      | Finnland, Frankreich, Italien | 1995 | Gilles Charmant                               | |
| Werner – Das muß kesseln!!!                        | Deutschland                   | 1996 | Udo Beissel, Gerhard Hahn                     | Comicverfilmung basierend auf Werner                                                                                                  |
| Zombie Cult Massacre                               | USA                           | 1997 | Jeff Dunn                                     | |
| My Mother Dreams the Satan’s Disciples in New York | USA                           | 1998 | Barbara Schock                                | Kurzfilm, Oscargewinner 2000 |
| Werner – Volles Rooäää!!!                          | Deutschland                   | 1999 | Gerhard Hahn                                  | Comicverfilmung basierend auf Werner                                                                                                  |
| Inferno                                            | USA                           | 1999 | John G. Avildsen                              | |
| Me and Will                                        | USA                           | 1999 | Melissa Behr, Sherrie Rose                    | |
| Hellblock 13                                       | USA                           | 1999 | Paul Talbot                                   | Episoden-Horrorfilm |
| Hochelaga                                          | Kanada                        | 2000 | Michel Jetté                                  | spielt während des Bikerkriegs von Québec                                                                                             |
| Biker Zombies                                      | USA                           | 2001 | Todd Brunswick                                | |
| Lone Hero – Die Terror-Biker                       | USA                           | 2002 | Ken Sanzel                                    | |
| Motorcycle Women                                   | USA                           | 2002 | Janice Engel                                  | [ 3 ] |
| Biker Boyz                                         | USA                           | 2003 | Reggie Rock Bythewood                         | Actionfilm |
| Werner – Gekotzt wird später!                      | Deutschland                   | 2003 | Michael Schaack, Hayo Freitag                 | Comicverfilmung basierend auf Werner                                                                                                  |
| Hart am Limit                                      | USA                           | 2004 | Joseph Kahn                                   | Actionfilm |
| Dhoom! – Die Jagd beginnt                          | Indien                        | 2004 | Sanjay Gadhvi                                 | |
| Born to be Wild – Saumäßig unterwegs               | USA                           | 2007 | Walt Becker                                   | Komödie |
| Kill Bobby Z                                       | USA, Deutschland              | 2007 | John Herzfeld                                 | Thriller |
| Missionary Man                                     | USA                           | 2007 | Dolph Lundgren                                | Actionfilm |
| Hell Ride                                          | USA                           | 2008 | Larry Bishop                                  | Actionfilm |
| One Week – Das Abenteuer seines Lebens             | Kanada                        | 2008 | Michael McGowan                               | Roadmovie |
| Freebird                                           | UK                            | 2008 | Jon Ivay                                      | |
| Speed                                              | USA                           | 2010 | Brad Armstrong                                | Pornofilm, der vorgibt im Rocker-Milieu zu spielen                                                                                    |
| Lieber Gott nein!                                  | USA                           | 2011 | James Bickert                                 | Exploitationfilm |
| Machine Gun Preacher                               | USA                           | 2011 | Marc Forster                                  | Biopic über den Ex-Rocker Sam Childers                                                                                                |
| Tatort: Zwischen den Ohren                         | Deutschland                   | 2011 | Franziska Meletzky                            | Fernsehkrimi |
| Werner – Eiskalt!                                  | Deutschland                   | 2011 | Rötger Feldmann, Thomas Platt, Hermann Weigel | Comicverfilmung basierend auf Werner                                                                                                  |
| The Baytown Outlaws                                | USA                           | 2012 | Barry Battles                                 | Actionfilm |
| Tatort: Eine Handvoll Paradies                     | Deutschland                   | 2013 | Hannu Salonen                                 | Fernsehkrimi |
| Anarchie                                           | USA                           | 2014 | Michael Almereyda                             | Filmdrama |
| Vorstadtrocker                                     | Deutschland                   | 2015 | Martina Plura                                 | Fernsehkomödie |
| One Percent – Streets of Anarchy                   | Australien                    | 2017 | Stephen McCallum                              | Drama/Krimi |

## Dokumentarfilme
| Filmtitel                                       | Land        | Jahr | Regisseur                                       | Anmerkung |
| ----------------------------------------------- | ----------- | ---- | ----------------------------------------------- | --- |
| Teufelskerle auf heißen Feuerstühlen            | USA         | 1971 | Bruce Brown                                     | Dokumentarfilm über den Motorradsport in den USA                                                                                         |
| Gimme Shelter                                   | USA         | 1970 | Albert Maysles, David Maysles, Charlotte Zwerin | Der Dokumentarfilm beschäftigt sich mit dem Tod von Meredith Hunter, der von einem Hells Angel beim Altamont Free Concert begangen wurde |
| Hells Angels Forever – Engel bis zum Tode       | USA         | 1983 | Richard Chase, Leon Gast, Kevin Keating         | |
| Hells Angels vs. Bandidos – Der Rockerkrieg     | Frankreich  | 2011 | Xavier Deleu, Mikaël Lefrancois                 | Dokumentarfilm über den Hells-Angels-Bandidos-Konflikt                                                                                   |
| 81 – The Other World: The World of Hells Angels | Deutschland | 2011 | Dimitrios Lukas                                 | mit unter anderem Frank Hanebuth und Ben Becker                                                                                          |
| Ein Hells Angel unter Brüdern                   | Deutschland | 2015 | Marcel Wehn                                     | der Dokumentarfilm begleitet Lutz Schelhorn bei den Arbeiten an seinem Fotoband über die Hells Angels                                    |

## Fernsehserien
- 2003–2012 : American Chopper (Reality-TV-Serie um einen Motorradhersteller)
- 2007–2010 : Gefährliche Gangs (die US-amerikanische Dokuserie berichtete mehrfach über Outlaw Motorcycle Gangs)
- 2008– : Motorradgangs: Das blutige Gesetz der Straße (Dokumentarserie)
- 2008–2014 : Sons of Anarchy (Fernsehserie über die fiktive Outlaw Motorcycle Gang gleichen Namens)
- 2012–2015 : The Devils Ride – Ein Leben auf zwei Rädern (Mockumentary über die halb-fiktive Rockergang Laffing Devils)
- 2018–2023: Mayans M.C. (Spin-Off zu Sons of Anarchy)